# Rhagastis olivacea
Espèce
Rhagastis olivacea est une espèce d'insectes lépidoptères de la famille des Sphingidae, sous-famille des Macroglossinae, tribu des Macroglossini, sous-tribu des Choerocampina et du genre Rhagastis . 

## Description
L' envergure varie de 72 à 92 mm. L'espèce peut être distinguée de toutes les autres espèces de Rhagastis par la couleur de fond jaunâtre-vert du dessus de l'aile antérieure avec des lignes et bandes transversales rougeâtres étroites et indistinctes, et une zone marginale en forme de navette bordée irrégulièrement avec des écailles bleuâtre-blanches, plus net au sommet et tornus.

## Répartition et habitat
Répartition
L'espèce est connue dans le nord-ouest de l'Inde, à travers le Népal, au nord de la Birmanie, au nord de la Thaïlande et le sud de la Chine jusqu'au nord du Vietnam

## Systématique
- L'espèce  Rhagastis olivacea a été décrite par l'entomologiste britannique Frederic Moore en 1872, sous le nom initial de Pergesa olivacea[1].
- La localité type est Shimla, nord-ouest de l’Himalaya.

### Synonymie
- Pergesa olivacea Moore, 1872 protonyme